# SECTM1
La proteína 1 secretada y transmembrana es una proteína que en humanos está codificada por el gen SECTM1 .
Este gen codifica una proteína transmembrana y secretada con características de una proteína transmembrana de tipo 1a. Se encuentra en un patrón perinuclear similar al de Golgi y se cree que está involucrado en procesos hematopoyéticos y/o del sistema inmunológico.